# Putot-en-Bessin
Ne doit pas être confondu avec Putot-en-Auge.
Putot-en-Bessin est une ancienne commune française, située dans le département du Calvados en région Normandie, peuplée de 420 habitants. Elle est intégrée depuis le 1er janvier 2017 à la commune nouvelle de Thue et Mue.

## Géographie
Putot-en-Bessin est située dans le pays du Bessin, sur la route nationale 13 et l'axe ferroviaire Paris-Cherbourg, à 13 kilomètres de Bayeux et autant de Caen.
| Loucelles | Sainte-Croix-Grand-Tonne, Bretteville-l'Orgueilleuse | Bretteville-l'Orgueilleuse |
| Brouay    | Putot-en-Bessin                                      | Bretteville-l'Orgueilleuse |
| Brouay    | Brouay, Le Mesnil-Patry                              | Saint-Manvieu-Norrey       |

## Toponymie
Le nom de la localité est attesté sous la forme Puto en 1667 (carte de Le Vasseur).
Voir toponymie de Putot-en-Auge
Le gentilé est Putot-Bessinois.

## Histoire
La commune fut longtemps un hameau de Bretteville-l'Orgueilleuse mais les habitants luttèrent pour que Putot accède au statut de paroisse.
Lors du débarquement de Normandie, l'un des objectifs des troupes alliées le Jour J est de prendre la route nationale 13. Or le village est situé sur cette nationale, entre Bayeux et Caen. Putot est libéré le lendemain, le 7 juin, par un bataillon canadien des Royal Winnipeg Rifles appartenant à la 3e division d'infanterie canadienne. Dès le lendemain, ils subissent une contre-attaque du 26e régiment de la 12e Panzerdivision SS, qui anéantissent trois compagnies des fusiliers canadiens, mais ces derniers réussissent à conserver le village grâce à l'intervention de la 8e brigade blindée canadienne et du Canadian Scottish. Quarante-cinq soldats canadiens capturés à Putot seront exécutés plus tard par les SS.

## Politique et administration
| Période                                  | Période   | Identité           | Étiquette | Qualité        |
| ---------------------------------------- | --------- | ------------------ | --------- | -------------- |
| 1983                                     | mars 2001 | Monique Bunel      | SE        | Femme au foyer |
| mars 2001                                | mars 2008 | Thierry Despierres | SE        | Enseignant     |
| mars 2008                                | En cours  | Guy Charpentier    | SE        | Retraité       |
| Les données manquantes sont à compléter. |           |                    |           |                |

Le conseil municipal est composé de onze membres dont le maire et trois adjoints.

## Démographie
L'évolution du nombre d'habitants est connue à travers les recensements de la population effectués dans la commune depuis 1793. À partir du 1er janvier 2009, les populations légales des communes sont publiées annuellement dans le cadre d'un recensement qui repose désormais sur une collecte d'information annuelle, concernant successivement tous les territoires communaux au cours d'une période de cinq ans. 
Pour les communes de moins de 10 000 habitants, une enquête de recensement portant sur toute la population est réalisée tous les cinq ans, les populations légales des années intermédiaires étant quant à elles estimées par interpolation ou extrapolation. Pour la commune, le premier recensement exhaustif entrant dans le cadre du nouveau dispositif a été réalisé en 2005,.
En 2021, la commune comptait 420 habitants, en évolution de +0,48 % par rapport à 2015 (Calvados : +1,58 %, France hors Mayotte : +2,49 %).
Putot-en-Bessin a compté jusqu'à 454 habitants en 1831.
| 1793 | 1800 | 1806 | 1821 | 1831 | 1836 | 1841 | 1846 | 1851 |
| ---- | ---- | ---- | ---- | ---- | ---- | ---- | ---- | ---- |
| 394  | 388  | 405  | 429  | 454  | 451  | 428  | 411  | 388  |

| 1856 | 1861 | 1866 | 1872 | 1876 | 1881 | 1886 | 1891 | 1896 |
| ---- | ---- | ---- | ---- | ---- | ---- | ---- | ---- | ---- |
| 390  | 412  | 374  | 357  | 347  | 341  | 332  | 340  | 286  |

| 1901 | 1906 | 1911 | 1921 | 1926 | 1931 | 1936 | 1946 | 1954 |
| ---- | ---- | ---- | ---- | ---- | ---- | ---- | ---- | ---- |
| 272  | 271  | 260  | 218  | 218  | 241  | 218  | 245  | 254  |

| 1962 | 1968 | 1975 | 1982 | 1990 | 1999 | 2005 | 2010 | 2015 |
| ---- | ---- | ---- | ---- | ---- | ---- | ---- | ---- | ---- |
| 284  | 257  | 259  | 272  | 295  | 331  | 351  | 389  | 418  |

| 2018 | - | - | - | - | - | - | - | - |
| ---- | - | - | - | - | - | - | - | - |
| 432  | - | - | - | - | - | - | - | - |

## Lieux et monuments
- Église Notre-Dame-de-la-Nativité (XIIe siècle au XIVe siècle), inscrite au titre des monuments historiques depuis le 12 avril 1927[10].
- Croix dans le cimetière (première moitié du XVIIe siècle) inscrite à l'inventaire supplémentaire des monuments historiques depuis le 4 octobre 1932[11].
- Château de Putot, du XVIIIe siècle.
- Place des Canadiens à côté de l'église.

## Personnalités liées à la commune
- Jean-Charles Monnet (né en 1984), navigateur, réside à Putot.